# Joseph della Faille de Leverghem
Pour les articles homonymes, voir della Faille.
Joseph Charles Henri Jean Népomucène della Faille de Leverghem, né à Anvers le 5 avril 1754 et mort à Anvers le 24 mars 1822, est un homme politique néerlandais. Il est membre de la première Chambre des États généraux des Pays-Bas de 1815 à 1822., 
Son épouse, Catherine de Witte (1755-1803), dernière descendante de la branche aînée de la famille de Witte.
En recevant la seigneurie Leverghem au décès de son épouse, Joseph della Faille crée une nouvelle branche familiale, la famille della Faille de Leverghem

## Sources
- (nl) Sa fiche sur parlement.com